# 58. østlige længdekreds
Den 58. østlige længdekreds (eller 58 grader østlig længde) er en længdekreds, der ligger 58 grader øst for nulmeridianen. Den løber gennem Ishavet, Europa, Asien, det Indiske Ocean, det Sydlige Ishav og Antarktis.